# (I’ll Never Be) Maria Magdalena
(I’ll Never Be) Maria Magdalena také známá pod názvem „Maria Magdalena“ je synthpopová skladba německé zpěvačky Sandry.
Poprvé byla vydána v březnu 1985 jako hlavní singl z jejího debutového alba The Long Play a je také prvním singlem, který byl vydán mezinárodně. Skladba dosáhla 1. místa v žebříčku Media Control Charts a na této pozici se udržela čtyři týdny, a to mezi 13. zářím 1985 a 4. říjnem 1985.
Skladba byla znovu vydána v remixované verzi v roce 1993, kromě Francie jako další remix v roce 1999, jako propagační singl.